# Romane Ménager
Romane Ménager (Norte-Paso de Calais, 26 de julio de 1996) es una jugadora francesa de rugby que se desempeña como flanker.

## Selección nacional
Fue convocada a las Les Bleues por primera vez en noviembre de 2015. En total lleva 15 partidos jugados y 15 puntos marcados, producto de tres tries.

### Participaciones en Copas del Mundo
Se encuentra disputando la Copa del Mundo de Irlanda 2017 donde ya le marcó un try a las Cherry Blossoms y a las Wallabies.
| Mundial                                | Sede    | Resultado    | PJ | Tries |
| -------------------------------------- | ------- | ------------ | -- | ----- |
| Copa Mundial Femenina de Rugby de 2017 | Irlanda | Disputándose | 2  | 3     |

## Palmarés
- Campeona del Seis Naciones Femenino de 2016.
- Campeona del Campeonato francés de rugby femenino de 2015–16.